# 白井貴子 (排球運動員)
白井貴子（1952年7月18日—，現已改姓高木），韓國名尹貞順是一名日本前排球運動員，生於岡山縣岡山市。她在1972年奧運會中，参加了女子排球比賽並獲得銀牌。她也参加了1970年和1974年亚洲运动会，均获得金牌。

## 主要成績
- 1976年夏季奧林匹克運動會女子團體排球比賽金牌
- 1972年夏季奧林匹克運動會女子團體排球比賽銀牌
- 1974年世界排球錦標賽女子團體賽金牌
- 1977年排球世界杯金牌

## 個人經歷
- 白井貴子是韓裔女子，父母是南北朝鮮時期的人。初中2年級起開始按觸排球。1968年從片山女子高中 (今  倉敷翠松高中) 畢業後，加入クラボウバレーボール部。在18歲時因成為白井省治的養女後取得正式的日本公民身份。曾於1972年宣佈退役，於1973年1月退出クラボウバレーボール部，但在6月宣佈復出並於8月加入日立ベルフィーユ。
- 於1976年獲得奧運金牌後再次宣佈退役並回到岡山市生活。在1976年10月發表婚約，12月正式退出日立ベルフィーユ。但同年突然解除婚約。
- 在1977年擔任 日立武蔵のコーチとして 的教練以及在同年宣佈再次復出並取得排球世界杯金牌。
- 在1978年第三次宣佈引退。 国土計画とダイエーからチーム 曾勸她再一次復出，可被她以'我的體能已到了極限'為由拒絕。
- 2000年登上美國排球名人堂，成為第一位登上排球名人堂的日本籍女性。